# Krai de Jabárovsk
El krai de Jabárovsk (en ruso: Хабаровский край, romanizado: Jabárovski krai) es uno de los nueve krais que, junto con los cuarenta y siete óblasts, veintiuna repúblicas, cuatro distritos autónomos y dos ciudades federales, conforman los ochenta y tres sujetos federales de Rusia. Su capital es la homónima Jabárovsk. Está ubicado en el distrito Lejano Oriente, limitando al norte con Magadán, al este con el mar de Ojotsk y el estrecho de Tartaria que lo separa de Sajalín, al sur con Primorie, China y el óblast Autónomo Hebreo, al suroeste con Amur y al noroeste con Sajá. Descansa principalmente en la cuenca del río Amur, pero también ocupa un vasto territorio montañoso en la orilla del mar de Ojotsk.
Con 788 600 km² es la tercera entidad más extensa del país —tras Sajá y Krasnoyarsk— y con 1,8 hab/km², la octava menos densamente poblada, por detrás de Krasnoyarsk, Kamchatka, Yamalia-Nenetsia, Magadán, Sajá, Nenetsia y Chukotka, la menos densamente poblada.

## Historia

### 1600-1850
En 1643, una expedición rusa al mando de Vasili Poyárkov descendió el río Amur, volviendo a Yakutsk por el mar de Ojotsk y el río Aldán, y en 1649-1659, Yeroféi Jabárov ocupó las orillas del Amur. La resistencia de los chinos, obligó a los cosacos a abandonar sus fuertes y, en 1689, se firmó el Tratado de Nérchinsk, donde Rusia debió abandonar su avance por la cuenca del río.
Aunque con el tratado los rusos perdieron el derecho de navegar el río Amur, el Imperio de la Dinastía Qing jamás reclamó los cursos inferiores del río. Nikolái Muraviov insistía en entrar en una política de agresividad con China reclamando que el último tramo del Amur pertenecía a los rusos.
En 1852, una expedición militar rusa bajo el mando de Muraviov exploró el Amur, y en 1857 una serie de cosacos y campesinos rusos se asentaron a lo largo de todo el río con el fin de anexar la región al Imperio ruso. En 1860, China fue forzada a reconocer la anexión con el Tratado de Aigun dada su débil posición debido a que estaba en guerra contra el Reino Unido y Francia. Dicho tratado reconoció la anexión rusa y reconocía al río Amur como el límite de Rusia con el Imperio Qing, y le permitió a Rusia acceso total al océano Pacífico.

## Geografía
El krai de Jabárovsk limita con el óblast de Magadán al norte, la República de Sajá y el óblast de Amur en el oeste, con el óblast Autónomo Hebreo, la República Popular China, y el krai de Primorie en el sur y por el mar de Ojotsk al este.
Taiga y tundra en el norte, bosque pantanoso en la depresión central, y bosque caducifolio en el sur son la vegetación natural del área.

### Zona horaria
El krai de Jabárovsk está ubicado en la zona horaria de Vladivostok (VLAT/VLAST), cuyo desfase es +10:00 UTC (VLAT) y +11:00 UTC en verano (VLAST).

## Economía
Las mayores industrias son las de tala de árboles y pesca, junto con metalurgia en las principales ciudades, aunque los recursos minerales son pobremente explotados. La ciudad de Komsomolsk del Amur es el centro del hierro y el acero del Lejano Oriente. En la cuenca del Amur hay también cultivos de trigo y soya. La capital, Jabárovsk, es atravesada por el ferrocarril transiberiano.

## Demografía
De acuerdo con el censo del 2002, el 89.8 % de la población son rusos, el 3.4 % ucranianos, el 0.77 % nanais, el 0.76 % tártaros, el 0.66 % coreanos y el 0.62 % bielorrusos.
Además de los nanais viven otros grupos indígenas, incluidos los evenkis y evenos, del norte y algunos ulchis y udegués del sur del río Amur. Algunos nivjis (guilyakos), un pueblo pesquero indígena con un idioma aislado, todavía viven alrededor del delta fluvial del río Amur.